# Mads Langer (album)
Mads Langer er det andet studiealbum af den danske singer-songwriter Mads Langer. Albummet udkom den 9. februar 2009 på Copenhagen Records.
Sangen "Say No More" er skrevet i samarbejde med Tim Christensen, som Mads Langer mødte første gang til Danish Music Awards 2006. Sangen var i spil som første single til X Factor 2008-vinder Martin, hvilket dog blev afvist af Mads Langer og Tim Christensen.

## Spor
| #   | Titel                      | Sangskriver(e)              | Længde |
| --- | -------------------------- | --------------------------- | ------ |
| 1.  | "Judas Kiss"               | Mads Langer                 | 2:56   |
| 2.  | "Last Flower"              | Langer, Marcus Winther-John | 3:31   |
| 3.  | "Say No More"              | Langer, Tim Christensen     | 3:09   |
| 4.  | "Killer"                   | Langer, Edie Kuhnle         | 3:04   |
| 5.  | "Reminds of You"           | Langer, Edie Kuhnle         | 3:30   |
| 6.  | "This Is How Love Is Made" | Langer, Edie Kuhnle         | 3:55   |
| 7.  | "Wake Me Up in Time"       | Langer, Daniel Ahearn       | 3:26   |
| 8.  | "Fact-Fiction"             | Langer, Boots Ottestad      | 3:36   |
| 9.  | "Beauty of the Dark"       | Langer, Winther-John        | 3:49   |
| 10. | "Shine"                    | Langer, Ottestad            | 3:51   |
| 11. | "Helpless"                 | Langer                      | 3:06   |

| 11. | "You're Not Alone" | Robin Taylor, Timothy Kellett | 3:06 |